# Драксень
Драксень, Драксені (рум. Draxeni) — село у повіті Васлуй в Румунії. Входить до складу комуни Ребріча.
Село розташоване на відстані 295 км на північний схід від Бухареста, 27 км на північ від Васлуя, 31 км на південь від Ясс.

## Населення
За даними перепису населення 2002 року у селі проживали 867 осіб, усі — румуни. Усі жителі села рідною мовою назвали румунську.